# Інтенсивність газовиділення
Інтенсивність газовиділення (рос. интесивность газовыделения, англ. gassing intensity; нім. Gasaustrittintensität f, Gasenintensität f) — кількість газу, яка виділяється з гірського масиву, грудей вибою або відбитої породи (вугілля) за одиницю часу.